# Алмаз (завод)
Судостроительная фирма «АЛМАЗ» (ранее «Приморский судостроительный завод») — российское судостроительное предприятие в Санкт-Петербурге.

## История
Открытое акционерное общество «Судостроительная фирма „Алмаз“» ведёт свою историю от Судостроительной верфи Морпогранохраны ОГПУ, торжественно открытой 1 мая 1933 года. Решение о строительстве катеростроительной верфи для нужд Морпогранохраны было принято ОГПУ при СНК СССР в начале 1931 года, когда выяснилось, что национализированная и переданная ОГПУ в марте 1930 года частновладельческая кустарная верфь А. Л. Золотова, после национализации получившая название Судостроительная мастерская Морской пограничной охраны ОГПУ, может выпускать в год не более 4—6 сторожевых катеров при потребности Морпогранохраны страны примерно в 270 катерах. Другими заводами мелкого судостроения на тот период страна не располагала. ОГПУ, как наиболее заинтересованная сторона в части оснащения Морпогранохраны сторожевыми катерами, взяло на себя проектирование и постройку верфи. Эта работа велась ускоренными темпами, в связи с чем в 1931 году Судостроительная мастерская Морпогранохраны ОГПУ была переименована в Судостроительную верфь Морской пограничной охраны ОГПУ.
23 февраля 1931 года Ленгорисполком Решением № 021-38 выделил на Петровском острове для строительства верфи Морпогранохраны участок земли, 5 июля 1931 года Госплан СССР выделил фонды на строительство, а уже в феврале 1933 года начался пусковой период и 21 марта 1933 года на новой верфи был заложен первый сторожевой катер типа ГК. На торжественном открытии судоверфи 1 мая 1933 года присутствовал Первый секретарь Ленинградского обкома ВКП(б) С. М. Киров.
В 1934 году ОГПУ при СНК СССР было упразднено, влившись в состав новообразованного НКВД СССР, в связи с чем Морпогранохрана переходит в ве́дение последнего, а верфь Морпогранохраны соответственно начинает называться Судостроительной верфью Морской пограничной охраны НКВД.
За годы, прошедшие со дня основания предприятия, оно несколько раз меняло наименование: в начале 1939 года Судостроительная верфь Морпогранохраны НКВД стала именоваться Заводом № 5 НКВД, в августе 1941 года завод был передан в ведение Наркомата судостроительной промышленности СССР и стал Заводом № 5 НКСП, в 1946 году в связи с преобразованием наркоматов в министерства завод получил наименование Завод № 5 МСП, в 1966 году завод получил открытое наименование Ленинградский Приморский завод; в 1970 году в результате объединения с ЦМКБ «Алмаз» и Невским Морским заводом объединённое предприятие стало называться ПТО «Алмаз» (с 1974 года — ПО «Алмаз»); с 12 февраля 1990 года в результате выхода из объединения ЦМКБ «Алмаз» предприятие стало именоваться ЛСО «Алмаз», 1 октября 1991 года оно было переименовано в СО «Алмаз», 20 марта 1992 года предприятие стало именоваться СФ «Алмаз». 1 июля 1993 года в результате акционирования государственное предприятие преобразовано в акционерное общество открытого типа (АООТ) «СФ „Алмаз“». С 12 июля 1996 года — ОАО «СФ „Алмаз“».
11 апреля 2018 года во время огневых работ произошёл взрыв газа, унёсший жизнь человека, 11 человек пострадали.

## Расположение
Производство расположено в центральной части Санкт-Петербурга, на Петровском острове, недалеко от Финского залива. Территория завода составляет около 165 000 м², в том числе современные производственные цеха занимают площадь около 50 000 м².

## Собственники и руководство
Леонид Герасимович Грабовец — генеральный директор, назначен с 24 мая 2008 года сроком на 1 год.